# Gare de Porchefontaine
Gare de Porchefontaine vasútállomás és RER állomás Franciaországban, Versailles településen.

## Vasútvonalak
Az állomást az alábbi vasútvonalak érintik:
- Invalides-Versailles-Rive-Gauche-vasútvonal

## Kapcsolódó állomások
A vasútállomáshoz az alábbi állomások vannak a legközelebb:
- Gare de Versailles-Château-Rive-Gauche (Gare de Versailles-Château-Rive-Gauche, RER C)
- Gare de Viroflay-Rive-Gauche (Gare de Saint-Martin-d'Étampes, Gare de Dourdan - La Forêt, Gare de Massy - Palaiseau, RER C)

## Lásd még
- Franciaország vasútállomásainak listája
- A RER állomásainak listája